# حسين الرفاعي
حسين الرفاعي (24 مارس 1973م) ممثل ومخرج بحريني قام بتمثيل وإخراج العديد من المسلسلات والمسرحيات والأفلام.

## أعماله

### أعماله ممثلاً
- قيود الزمن. 2006 - مسلسل
- عويشه. 2003 - مسلسل
- السديم. 2002 - مسلسل
- ليل البنادر. 2001 - مسلسل (عبد الله)
- أحلام رمادية. 2001 - مسلسل
- نيران. 2000 - مسلسل
- أبواب. 1998 - مسلسل
- سعدون. 1998 - مسلسل (حسن)
- حزاوي الدار. 1997 - مسلسل
- سرور.1997 - مسلسل
- بحر الحكايات. 1997 - مسلسل
- الكلمة الطيبة. 1997 - مسلسل
- عجايب زمان. 1996 - مسلسل
- أبيض وأسود. 1995 - مسلسل
- شقة الحرية. 1995 - مسلسل
- الهارب. 1995 - مسلسل (المارد - الشبح - رجل - عامل)
- ملفى الأياويد. 1995 - مسلسل
- الظلمة. 1995 - مسرحية
- فرجان لول. 1994 - مسلسل
- صانعوا التاريخ. 1994 - برنامج
- أولاد بو جاسم. 1994 - مسلسل
- البيت العود. 1993 - مسلسل
- حالات. 1993 - مسلسل
- اسكوريال. 1993 - مسرحية (فوليال)
- أرنوب في ورطة. 1991 - مسرحية
- مسابقات رمضان للأطفال: علاء الدين 1990 - فوازير (المارد)
- ثلاثة حالات0 - مسلسل
- سلامتك0 - برنامج

### أعماله مخرجاً
- القفص. 2009 - فيلم (مخرج)
- قيود الزمن. 2006 - مسلسل (مخرج مساعد)
- تالي العمر. 1998 - مسلسل (مساعد مخرج)
- خور المدعي. 1994 - مسرحية (مساعد مخرج)

## التكريم
كُرم في افتتاح المهرجان السينمائي الخليجي في دورته الرابعة عام 2024م.